# آرور
آرور (به فرانسوی: Arvert) یک کمون در فرانسه است که در شرانت-ماریتیم واقع شده‌است. آرور ۲۶٫۲۲ کیلومتر مربع مساحت دارد ۲۳ متر بالاتر از سطح دریا واقع شده‌است.